# Елмон
Елмон (фр. Eulmont) насеље је и општина у североисточној Француској у региону Лорена, у департману Мерт и Мозел која припада префектури Нанси.
По подацима из 2011. године у општини је живело 989 становника, а густина насељености је износила 124,09 становника/km². Општина се простире на површини од 7,97 km². Налази се на средњој надморској висини од 206 метара (максималној 397 m, а минималној 202 m).

## Демографија
| 1962. | 1968. | 1975. | 1982. | 1990. | 1999. | 2011. |
| ----- | ----- | ----- | ----- | ----- | ----- | ----- |
| 558   | 604   | 655   | 722   | 909   | 980   | 989   |

График промене броја становника у току последњих година